# بيتر كونينغ
بيتر كونينغ (بالهولندية: Peter Koning)‏ هو دراج هولندي، ولد في 3 ديسمبر 1990 في Venhuizen ‏ في هولندا.

## وصلات خارجية
- بيتر كونينغ على موقع الاتحاد الدولي للدراجات (الإنجليزية)
- بيتر كونينغ على موقع أرشيف الدراجات (الإنجليزية)
- بيتر كونينغ على موقع إحصائيات الدراجات الإحترافية (الإنجليزية)
- بيتر كونينغ على موقع نسبة الدراجات (الإنجليزية)